# Diego Maradona (film)
Diego Maradona is een Britse documentaire uit 2019 over de carrière van gewezen voetballer Diego Maradona. De documentaire werd geregisseerd door Asif Kapadia, die eerder met Senna (2010) al een documentaire over een Zuid-Amerikaans sporticoon maakte.

## Verhaal
De documentaire werd samengesteld uit interviews met Diego Maradona en meer dan 500 uur aan nooit eerder getoonde beelden afkomstig uit onder meer het persoonlijk archief van de Argentijnse voetballer en een documentaire uit de jaren 1980 die destijds nooit werd voltooid. Er wordt gefocust op Maradona's periode in Italië. Hij werd in de zomer van 1984 voor een recordbedrag naar Napoli getransfereerd en groeide vervolgens uit tot de held en het icoon van de disfunctionele stad. De documentaire toont zowel zijn sportieve successen als de keerzijde van zijn roem.

## Productie
Asif Kapadia, die eerder al documentaires regisseerde over Ayrton Senna en Amy Winehouse, beschouwt Diego Maradona als 'het laatste deel uit een drieluik van documentaires over kindgenieën en roem'. In 2015 produceerde Kapadia met Ronaldo ook een documentaire over de Portugese stervoetballer Cristiano Ronaldo.
Volgens de regisseur ontstond het idee voor een documentaire over de Argentijnse stervoetballer Diego Maradona nog voor hij aan Senna (2010) begon. Na de aanvankelijk teleurstellende release van Senna zwoer hij nooit nog een sportdocumentaire te maken, maar toen hij vervolgens in een archief in Napels oude beelden van een onvoltooide Maradona-documentaire vond, veranderde hij van idee.
Kapadia kreeg in 2016, nog voor hij aan de documentaire begonnen was, de kans om een lucratieve distributiedeal te sluiten met een grote streamingdienst, maar koos er desondanks voor om de documentaire in de bioscoop uit te brengen. "Ik dacht dat het de laatste keer zou zijn dat ik een film voor het witte doek zou regisseren," verklaarde hij in maart 2019.
In april 2019 werden de eerste beelden van de film uitgebracht. De documentaire ging op 19 mei 2019 in première op het filmfestival van Cannes. De Nederlandse release is gepland voor 8 augustus 2019.